# Lóvátett lovagok (film, 2000)
A Lóvátett lovagok (eredeti cím: Love's Labour's Lost)  2000-ben bemutatott romantikus vígjáték, mely William Shakespeare Lóvátett lovagok című művének adaptációja Kenneth Branagh rendezésében.

## Tartalom
A  film egy kitalált párhuzamos világban játszódik 1939-ben.

## Szereplők
| Színész            | Szerep             | Magyar hang           |
| ------------------ | ------------------ | --------------------- |
| Alessandro Nivola  | Ferdinánd király   | Selmeczi Roland       |
| Alicia Silverstone | Francia királylány | Németh Borbála        |
| Natascha McElhone  | Rosaline           | Majsai-Nyilas Tünde   |
| Kenneth Branagh    | Biron              | Lux Ádám              |
| Carmen Ejogo       | Mária              | Balázsovits Edit      |
| Matthew Lillard    | Longaville         | Kolovratnik Krisztián |
| Adrian Lester      | Dumaine            | László Zsolt          |
| Emily Mortimer     | Katherine          | Juhász Judit          |
| Richard Briers     | Sir Nathaniel      | Dobránszky Zoltán     |
| Geraldine McEwan   | Holofernia         | Gyimesi Pálma         |
| Stefania Rocca     | Jutka              | Kiss Eszter           |
| Jimmy Yuill        | Balga              | Bicskey Lukács        |
| Nathan Lane        | Kobak              | Besenczi Árpád        |
| Timothy Spall      | Don Armado         | Csuja Imre            |
| Anthony O'Donnell  | Moly               | Hegedűs Miklós        |
| Daniel Hill        | Marcade            | Sághy Tamás           |
| Richard Clifford   | Boyet              | Jakab Csaba           |

## Fordítás
- Ez a szócikk részben vagy egészben  a   Love's Labour's Lost (film) című angol Wikipédia-szócikk fordításán alapul.  Az eredeti cikk szerkesztőit annak laptörténete sorolja fel. Ez a jelzés csupán a megfogalmazás eredetét és a szerzői jogokat jelzi, nem szolgál a cikkben szereplő információk forrásmegjelöléseként.